# Vic Wilson
Victor „Vic“ Wilson (* 14. April 1931 in Kingston-upon-Hull; † 14. Januar 2001 in Gerrards Cross) war ein britischer Automobilrennfahrer.

## Karriere
Vic Wilson wurde in England geboren, verbrachte aber die ersten zwanzig Jahre seines Lebens in Südafrika. In den späten 1950er-Jahren begann es seine Karriere und fuhr vorerst Tourenwagenrennen in Rhodesien und Südafrika. Seine ersten Fahrzeuge waren MGs und ein Lotus XI.
Wilson kam nach Europa und lernte Dick Gibson kennen, der ebenfalls Rennfahrer war. Die beiden begannen gemeinsam Rennen zu fahren. 1960 führte diese Freundschaft Wilson sogar in die Formel 1. Für das Team seines Freundes fuhr Wilson den Großen Preis von Italien 1960 in Monza. Wilson ging mit einem Cooper T43-Climax von 16ten und letzten Startplatz aus ins Rennen und fiel schon bald nach einem Defekt an der Ölpumpe aus.
Wilson betrieb die Rennfahrerei nie wirklich ernsthaft, obwohl ihm durchaus Talent nachgesagt wurde. Zwischen 1961 und 1963 blieb er den Rennstrecken drei Jahre fern. Sein Cousin Bernhard White brachte ihn zurück zum Motorsport. White unterhielt in den 1960er-Jahren einen Rennstall, der in verschiedenen Rennserien Fahrzeuge an den Start brachte. So fuhr Wilson einen Ferrari 250LM in der Sportwagenweltmeisterschaft.
1966 war er als Stammfahrer des Teams vorgesehen, das unter dem Namen Chamaco Collect in der Formel 1 mit Fahrzeugen von B.R.M. an den Start gehen wollte. Wilson fuhr das Training zum Großen Preis von Belgien 1966 in Spa-Francorchamps, wurde aber knapp vor dem Rennen durch Bob Bondurant ersetzt.
Wilson starb 2001 bei einem Autounfall.

## Statistik

### Statistik in der Formel 1

#### Gesamtübersicht
| Saison | Team            | Chassis    | Motor         | Rennen | Siege | Zweiter | Dritter | Poles | schn. Rennrunden | Punkte | WM-Pos. |
| ------ | --------------- | ---------- | ------------- | ------ | ----- | ------- | ------- | ----- | ---------------- | ------ | ------- |
| 1960   | Equipe Prideaux | Cooper T43 | Climax 1.5 L4 | 1      | −     | −       | −       | −     | −                | −      | NC      |
| Gesamt | Gesamt          | Gesamt     | Gesamt        | 1      | −     | −       | −       | −     | −                | −      |         |

#### Einzelergebnisse
| Saison | 1   | 2 | 3 | 4 | 5 | 6 | 7 | 8   | 9 | 10 |
| ------ | --- | - | - | - | - | - | - | --- | - | -- |
| 1960   |     |   |   |   |   |   |   |     |   |    |
|        |     |   |   |   |   |   |   | DNF |   |    |
| 1966   |     |   |   |   |   |   |   |     |   |    |
|        | DNS |   |   |   |   |   |   |     |   |    |

| Legende  | Legende            | Legende                                                          |
| Farbe    | Abkürzung          | Bedeutung                                                        |
| -------- | ------------------ | ---------------------------------------------------------------- |
| Gold     | –                  | Sieg                                                             |
| Silber   | –                  | 2. Platz                                                         |
| Bronze   | –                  | 3. Platz                                                         |
| Grün     | –                  | Platzierung in den Punkten                                       |
| Blau     | –                  | Klassifiziert außerhalb der Punkteränge                          |
| Violett  | DNF                | Rennen nicht beendet (did not finish)                            |
| Violett  | NC                 | nicht klassifiziert (not classified)                             |
| Rot      | DNQ                | nicht qualifiziert (did not qualify)                             |
| Rot      | DNPQ               | in Vorqualifikation gescheitert (did not pre-qualify)            |
| Schwarz  | DSQ                | disqualifiziert (disqualified)                                   |
| Weiß     | DNS                | nicht am Start (did not start)                                   |
| Weiß     | WD                 | zurückgezogen (withdrawn)                                        |
| Hellblau | PO                 | nur am Training teilgenommen (practiced only)                    |
| Hellblau | TD                 | Freitags-Testfahrer (test driver)                                |
| ohne     | DNP                | nicht am Training teilgenommen (did not practice)                |
| ohne     | INJ                | verletzt oder krank (injured)                                    |
| ohne     | EX                 | ausgeschlossen (excluded)                                        |
| ohne     | DNA                | nicht erschienen (did not arrive)                                |
| ohne     | C                  | Rennen abgesagt (cancelled)                                      |
| ohne     | keine WM-Teilnahme |                                                                  |
| sonstige | P/fett             | Pole-Position                                                    |
| sonstige | 1/2/3/4/5/6/7/8    | Punktplatzierung im Sprint-/Qualifikationsrennen                 |
| sonstige | SR/kursiv          | Schnellste Rennrunde                                             |
| sonstige | *                  | nicht im Ziel, aufgrund der zurückgelegten Distanz aber gewertet |
| sonstige | ()                 | Streichresultate                                                 |
| sonstige | unterstrichen      | Führender in der Gesamtwertung                                   |

### Einzelergebnisse in der Sportwagen-Weltmeisterschaft
| Saison | Team                 | Rennwagen     | 1   | 2   | 3   | 4   | 5   | 6   | 7   | 8   | 9   | 10  | 11  | 12  | 13  | 14  | 15  | 16  | 17  | 18  | 19  | 20  |
| ------ | -------------------- | ------------- | --- | --- | --- | --- | --- | --- | --- | --- | --- | --- | --- | --- | --- | --- | --- | --- | --- | --- | --- | --- |
| 1965   | Victor Wilson        | Lotus 30      | DAY | SEB | BOL | MON | MON | RTT | TAR | SPA | NÜR | MUG | ROS | LEM | REI | BOZ | FRE | CCE | OVI | NÜR | BRI | BRI |
| 1965   | Victor Wilson        | Lotus 30      |     |     | DNF |     |     |     |     |     |     |     |     |     |     |     |     |     |     |     |     |     |
| 1966   | Team Chamaco Collect | Ferrari 250LM | DAY | SEB | MON | TAR | SPA | NÜR | LEM | MUG | CCE | HOK | SIM | NÜR | ZEL |     |     |     |     |     |     |     |
| 1966   | Team Chamaco Collect | Ferrari 250LM | DNF |     |     |     |     |     |     |     |     |     |     |     |     |     |     |     |     |     |     |     |